# Oileus
Oileus (grekiska Ὀϊλεύς) var i den grekiska fornsagan konung över de opuntiska lokrerna och far till Aias den mindre. Oileus hade enligt sagan deltagit i det argonautiska tåget.